# Route 50 (Islande)
Pour les articles homonymes, voir Route 50.
La Route 50 (Þjóðvegur 50) ou Borgarfjarðarbraut est une route islandaise située dans les environs du fjord Borgarfjörður.

## Trajet
- Route 1
- -  vers Varmaland
- Passage du Hvítá
- -  vers Reykholt
- - 516
- Route 52